# Neotragus pygmaeus
Antilope royale, Antilope pygmée
Espèce
Statut de conservation UICN

 LC  : Préoccupation mineure

## Répartition géographique
On peut trouver l'antilope pygmée en Afrique de l'ouest, notamment en Côte d'Ivoire, au Ghana, en Guinée, au Libéria et en Sierra Leone.